# Hackensack (Nova Jersey)
Hackensack és una població dels Estats Units a l'estat de Nova Jersey. Segons el cens del 2009 tenia 42.839 habitants.

## Demografia
Segons el cens del 2000, Hackensack tenia 42.677 habitants, 18.113 habitatges, i 9.545 famílies. La densitat de població era de 3.999,4 habitants/km².
Dels 18.113 habitatges en un 21,9% hi vivien nens de menys de 18 anys, en un 34,8% hi vivien parelles casades, en un 13% dones solteres, i en un 47,3% no eren unitats familiars. En el 39,8% dels habitatges hi vivien persones soles el 9,4% de les quals corresponia a persones de 65 anys o més que vivien soles. El nombre mitjà de persones vivint en cada habitatge era de 2,26 i el nombre mitjà de persones que vivien en cada família era de 3,08.
Per edats la població es repartia de la següent manera: un 18,2% tenia menys de 18 anys, un 8,6% entre 18 i 24, un 38,4% entre 25 i 44, un 22,3% de 45 a 60 i un 12,5% 65 anys o més.
L'edat mediana era de 36 anys. Per cada 100 dones de 18 o més anys hi havia 98,5 homes.
La renda mediana per habitatge era de 49.316 $ i la renda mediana per família de 56.953 $. Els homes tenien una renda mediana de 39.636 $ mentre que les dones 32.911 $. La renda per capita de la població era de 26.856 $. Aproximadament el 6,8% de les famílies i el 9,3% de la població estaven per davall del llindar de pobresa.

## Poblacions més properes
El següent diagrama mostra les poblacions més properes.